# كوبري البلينا العلوي
كوبري البلينا العلوي هو كبري أعلى السكة الحديد بمدينة البلينا جنوب محافظة سوهاج.

## المواصفات
يبلغ طوله 1834 مترًا وعرضه 22 مترًا، بعدد حارتين بكل اتجاه، ويهدف المشروع إلى ربط شرق وغرب مدينة البلينا أعلى طريق (القاهرة ـ أسوان الزراعي)، والسكة الحديد، وترعة نجع حمادي الغربية، شاملًا عدة مطالع ومنازل لتسهيل الحركة المرورية بعرض 7.5 متر، ويتكون الكوبري من 54 فتحة خرسانية، وعدد 6 فتحات معدنية.

## الأهداف
وللمشروع  أهمية كبيرة للغاية والذي يهدف إلى تحقيق السيولة المرورية المطلوبة بالمدينة، ويخفف الازدحام المروري، وذلك في إطار تحسين مستوى الخدمات المقدمة للمواطنين بالمحافظة، ومركز ومدينة البلينا وخاصة أن المحور الجديد ييسر الوصول إلى المنطقة الأثرية والسياحية بالعرابة المدفونة ومعبد أبيدوس الذي يتردد عليه الآلاف من السياح كل عام.